# 佐藤芳夫
佐藤 芳夫（さとう よしお、1928年9月13日 - 2006年11月25日）は、昭和から平成時代の労働運動家。全国労働組合交流センター代表運営委員。元全造船機械労組石川島分会執行委員長、中立労連議長。

## 略歴
東京、浅草生まれ。1948年石川島重工業に管理工として入社。1951年中央大学専門部経済学科（二部）卒業。1950年頃は組合の青年協議会副議長をしていたが、共産党員ではなかったためレッドパージを免れた。パージに賛成した柳沢錬造、金杉秀信ら愛国労働運動派に対抗し、1952年春に左派社会党に入党。同年6月全造船石川島分会執行委員に初当選。1961年11月全造船石川島分会執行委員長に初当選（1期）。1963年10月同執行委員長、石川島播磨重工労働組合連合会中央執行委員長（それぞれ2期）。1966年9月全造船中央執行委員長（代行）。同年10月中立労連議長、全造船中央執行委員長。1968年中立労連・全造船の役職を降り、同年10月全造船石川島分会執行委員長に復帰（2期）。1969年10月関東地方造船労協副議長。1970年に石川島分会の右派が全造船脱退を機関決定。一般投票で脱退賛成7500、反対2900の結果が出ると共産党系も党本部の指令で全造船を脱退したため、1万2000名の多数派労組に対し、28名で全造船の旗を守り、少数派労組を立ち上げた。同年11月に全造船石川島分会が名称変更した石川島播磨重工労働組合連合会東京労組の財政部長となるが、まもなく辞任。ナショナル・センターのトップを務めたにもかかわらず、1971年3月に一工員として職場復帰した。1986年石川島播磨重工業を定年退職。定年退職後に一般合同労組の全造船東京地域分会（1988年10月東京地域連帯労組に改称）を結成し、委員長に就任。1989年2月に動労千葉の中野洋委員長と呼びかけて全国労働組合交流センターを結成し、代表運営委員に就任。

## 人物
資本・同盟による全造船石川島分会の解体攻撃、共産党の追随と闘い、少数派労働運動を実践した。
思想的には1952年春に左派社会党に入党。20年あまりして社会党を脱党し、脱党直前に「三里塚派」（「新左翼のファン」）となった。社会党系・新左翼系の全労活（全国労働組合活動家会議）運動に参加。70年代後半の動労千葉のジェット燃料貨車輸送阻止闘争をきっかけに動労千葉と連帯し、三里塚闘争にも参加した。1989年の総評解散・連合結成時は全労協に参加せず、動労千葉の中野洋とともに全国労働組合交流センターの代表に就任した。

## 著書
- 『あたりまえの労働組合へ』（亜紀書房、1973年）
- 『対談集 敵よりも一日ながく――総評解散と国鉄労働運動』（六本木敏、鎌倉孝夫、村上寛治、中野洋、高島喜久男共著、社会評論社、1988年）
- 『小沢一郎の暗躍を支える連合――大量失業時代に山岸・連合はどこへ?』（社会批評社、発売：新泉社、1993年）
- 『生涯一労働者――あたりまえの労働組合へ（続）』（労働者学習センター、2007年）